# Keasbey (New Jersey)
Keasbey – miejscowość (unincorporated community, pol. niezarejestrowana wspólnota) w hrabstwie Middlesex w stanie New Jersey w USA. Miejscowość należy do konglomeracji Woodbridge Township. Wspólnota znajduje się na granicy miasta Perth Amboy, jest zamieszkana przez imigrantów z Ameryki Południowej. Od Keasbey wzięto tytuł albumu zespołu Catch 22 – Keasbey Nights (Noce w Keasbey). Wokalista tej formacji Tomas Kalnoky dorastał w Keasby po wyjeździe z Europy.